# Керлин, Джерард
Джерард Керлин (англ. Gerard Kerlin, ум. 1946) — ирландский шахматист.
Неоднократный участник чемпионатов Ирландии.
Победитель Лейнстерского чемпионата 1940 и 1941 гг.
В составе сборной Ирландии участник шахматной олимпиады 1939 г. (выступал на 3-й доске). В этом соревновании он набрал 5½ очков в 15 партиях. Он одержал победы над Х. Л. Астуриасом (Гватемала) и А. Ларсеном (Норвегия), сыграл вничью с Х. Сьеррой (Эквадор), Хак. Болбочаном (Аргентина), О. Нейкирхом (Болгария), А. Аусгейрссоном (Исландия), Р. Кастро де Мендосой (Перу), П. Бендером (Боливия) и Э. Эспинолой (Парагвай), проиграл М. Луцкису (Литва), А. Кристенсену (Дания), Л. Принсу (Нидерланды), С. Моралесу (Эквадор), Дэн. Яновскому (Канада), К. Унье Флёркену (Уругвай).